# Catherine hadművelet
A Catherine hadművelet (angol:Operation Catherine) egy 1940 tavaszán tervezett balti-tengeri hadművelet volt a Brit Királyi Haditengerészet részéről. Célja a német tengeri kereskedelem akadályozása volt a Szovjetunióval, Svédországgal, Finnországgal, Észtországgal és Lettországgal, különösen nagy hangsúlyt fektetve a svéd érc Németországba való áramlásának megakadályozására. A terv a nevét Nagy Katalin cárnő után kapta.
A tervet az admiralitás első lordja, Winston Churchill szorgalmazta és kidolgozását Cork tengernagy vezette. A háború alakulása a terv kivitelezését meghiúsította.

## A terv

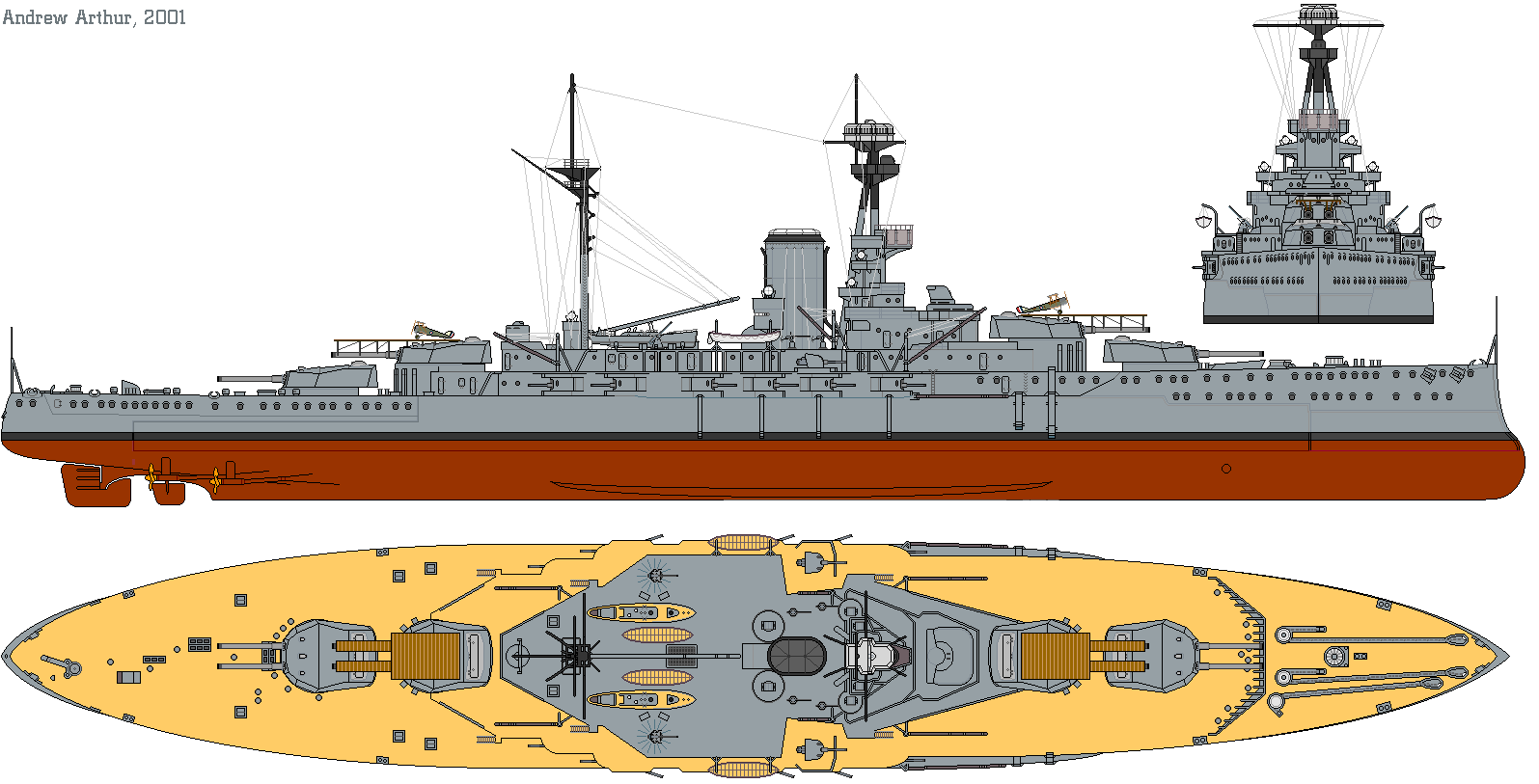
A Revenge csatahajó vázlati rajza (1916). Testvérhajóját, a Royal Sovereign-t a hadművelethez jelentősen átépítették volna

Churchill a hadművelet végrehajtásához elengedhetetlennek tartotta egy erős haditengerészeti csapásmérő kötelék közreműködését, melybe három Revenge osztályú csatahajót, egy repülőgép-hordozót, öt cirkálót, továbbá két romboló-flottillát, tengeralattjárókat és ellátóhajókat szerveztek volna. A csatahajókat jelentősen módosítani kellett volna, hogy a tengeralattjárók és repülőgépek támadásának ellent tudjanak állni, illetve a sekély vizeken is keresztül tudjanak jutni. Ennek érdekében a Royal Sovereignt a hajótest oldalára szerelt nagy kidomboruló elemekkel látták volna el. Általuk a szélessége 140 lábra növekedett volna és a megnövekedett felhajtóerő révén a merülése 2,7 méterrel csökkent volna a 100-130 mm-es, összesen 2000 tonnát kitevő kiegészítő páncélzat felszerelése után is. A négy lövegtoronyból csak kettőt hagytak volna meg, melyek emelkedési szögét 30 fokra változtatták volna. Az új állapotukban a csatahajó végsebessége 13-14 csomó lett volna. A német ércutánpótlás meghiúsítása mellett, Churchill az erődemonstrációtól a skandináv országok csatlakozását várta még a Németország elleni háborúhoz.

## Ellenvetések
A haditengerészet parancsnoka, Sir Dudley Pound tengernagy ellenezte a tervet és súlyos érveket vonultatott fel ellene: a páncéllemezekhez szükséges anyagokból kevés állt rendelkezésre és máshol nagyobb szükség volt rájuk, a három csatahajóra nagy szükség volt, de még nagyobb ha Olaszország és Japán is belépne a háborúba, a légierő szerepét a terv lebecsülte, a hajóraj elvesztése csak felbátorítaná Olaszországot és Japánt a Nagy-Britanniának való hadüzenetre.

## A terv sorsa
A nyomós érvelések és széles körű ellenkezés ellenére Churchill tovább erőltette a Catherine hadműveletet. Pound kerülte a nyílt vitát a kérdésben és látszólag együttműködött Churchillel, de eközben felhívta a figyelmet a felmerülő problémákra. Végül 1940. január 20-án Churchill maga tette félre a hadművelet terveit.

## Fordítás
- Ez a szócikk részben vagy egészben  az   Operation Catherine című angol Wikipédia-szócikk fordításán alapul.  Az eredeti cikk szerkesztőit annak laptörténete sorolja fel. Ez a jelzés csupán a megfogalmazás eredetét és a szerzői jogokat jelzi, nem szolgál a cikkben szereplő információk forrásmegjelöléseként.